# 彭巴盜龍屬
彭巴盜龍屬（學名：Pamparaptor）是近鸟类馳龍科的一屬，生存於白堊紀晚期的南美洲。彭巴盜龍是種原始馳龍科恐龍，句有許多類似傷齒龍科的特徵。
正模標本（編號MUCPv-1163）是一個接近完整、關節仍連接的左腳掌化石。化石發現於阿根廷巴塔哥尼亞內烏肯省，屬於內烏肯群（Neuquén Group）的波特蘇埃洛組（Portezuelo Formation）地層，地質年代屬於土侖階到康尼亞克階的交界。這個化石最初被鑑定為阿根廷內烏肯龍（Neuquenraptor argentinus）的幼年個體標本。在2011年的重新研究，被Juan D. Porfiri等阿根廷古生物學家建立為獨立屬，模式種是微型彭巴盜龍（P. micros）。屬名是以南美洲的彭巴草原為名；種名則意為「微小的」，意指牠們的嬌小體型，被估計約50到70公分。